# Sleep Through the Static (singel)
Sleep Through the Static – piosenka Jacka Johnsona, pochodząca z jego wydanego w 2008 roku albumu o tej samej nazwie. 17 grudnia 2007 roku została opublikowana jako drugi z tej płyty singel na oficjalnym profilu Johnsona w MySpace. Obecnie singel jest dostępny w wybranych krajach poprzez iTunes.
Piosenka rozpoczyna się krótkim melodyjnym wstępem, kiedy to można usłyszeć melodicę oraz perkusję, gitarę elektryczną i basową.